# Gerres chrysops
Gerres chrysops is een straalvinnige vissensoort uit de familie van mojarra's (Gerreidae). De wetenschappelijke naam van de soort is voor het eerst geldig gepubliceerd in 1999 door Iwatsuki, Kimura & Yoshino.